# Michel Benoist
Michel Benoist (Dijon 1715 - Pequín 1774) fou un jesuïta i missioner francès que va desenvolupar una important activitat científica i tècnica a la Xina durant la dinastia Qing.
Michel Benoist va néixer el 8 d'octubre de 1715 a Dijon (França). Va estudiar a Dijon i a Saint Sulpice - París- i va ingresaar al noviciat dels jesuïtes a Nancy el 18 de març de 1737. A part dels seus estudis com a jesuïta va estudiar astronomia amb Nicolas-Louis de Lacaille i Louis Guillaume Le Monnier.
Va arribar a la Xina entre els anys 1744 i 1745 i durant trenta anys va estar al servei de l'emperador Qianlong. A la Xina va adoptar el nom xinès 蔣友仁 ; pinyin : Jiǎng Yǒurén. Les activitats més destacades a la Xina van ser:
- Quan l'emperador Qianlong va ampliar l'Antic Palau d'Estiu, originàriament anomenats Jardins Imperials (un "Palau de Versalles" en miniatura) que havia iniciat l'emperador Kangxi i el seu fill l'emperador Yongzheng. Michel Benoist amb la col·laboració dels jesuïtes Jean-Denis Attiret i Giuseppe Castiglione, va treballar en el disseny dels palaus, de les fonts, dels jardins i d'un rellotge d'aigua.[3]º[4]
- Com a astrònom va introduir les teories de Copèrnic i el seu model heliocèntric (oficialment condemnat per l'Església Catòlica) en substitució del de Ptolemeu (teoria geocèntrica) que era la utilitzada pels astrònoms xinesos de l'època.[5] També va introduir i formar en la utilització del telescopi.
- Com a cartògraf va realitzar un mapa de l'imperi xinès i un mapamundi que tenia en compte els darrers treballs geodèsics de l'Acadèmia de Ciències de París.[3]
- Molts treballs literaris li son atribuïts i també la traducció al xinès de l'Imitació de Crist.[1]

Va morir a Pequín el 23 d'octubre de 1774.